# Pseudotabanus silvester
Pseudotabanus silvester är en tvåvingeart som först beskrevs av Ernst Evald Bergroth 1894.  Pseudotabanus silvester ingår i släktet Pseudotabanus och familjen bromsar. Inga underarter finns listade i Catalogue of Life.